# Skampaweja
Skampaweja to rodzaj rosyjskiego okrętu wiosłowo-żaglowego (galery) skonstruowanego na początku XVIII wieku przez F.M. Sklajewa. Była to jedna z najmniejszych ówczesnych galer, wyposażona w 12-18 par wioseł, jedno lub dwa działa dziobowe. W porównaniu do innych galer charakteryzowała się dużą szybkością i zwrotnością. W roku 1714 flota cara Piotra, która pobiła flotę szwedzką w bitwie w pobliżu półwyspu Hanko, składała się w większości ze skampawej.